# NGC 244
NGC 244 este o galaxie lenticulară situată în constelația Balena. A fost descoperită în 30 decembrie 1785 de către William Herschel. De asemenea, a fost observată încă o dată în 15 octombrie 1830 de către John Herschel.